# Aleiodes atriceps
Aleiodes atriceps är en stekelart som beskrevs av Cresson 1869. Aleiodes atriceps ingår i släktet Aleiodes och familjen bracksteklar. Inga underarter finns listade i Catalogue of Life.